# V Pyxidis
V Pyxidis är en halvregelbunden variabel av SRD-typ i stjärnbilden  Kompassen.
Stjärnan har en visuell magnitud som varierar mellan +7,7 och 10,4 med en period av 79,9 dygn.